# Överliggare

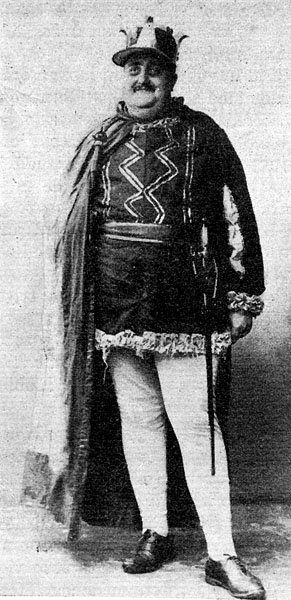
Sam Ask (1878-1937) – en lundensisk överliggare

En överliggare är en student som ligger vid universitet betydligt längre än vad som anses vara normalt. Åtminstone i äldre tid var det vanligt att överliggaren klarade några eller få tentamina men aldrig tog någon form av akademisk examen. Ett annat slang-ord för "överliggare" i plural är "gamlingar" eller "evighets-studenter". 
I det tyska studentspråket används för överliggare vanligen Bummelstudent eller bemoostes Haupt, "mossbelupet huvud", och i franskan fruit sec, "torr frukt".

## Kända överliggare vid Uppsala universitet
Olof Fredrik Andersóhn (1810–1888) inskrevs vid Västgöta nation 1832. År 1833 avlade han den så kallade "dimpen" eller en teoretisk teologisk examen. Han skall ha läst på matematikgraden på 1870-talet, men några examina blev det aldrig. Under en tid 1853–1854 var han andrekurator men ådrog sig landsmännens irritation genom sin grälsjuka och sitt ordningssinne. Han arbetade bland annat på att korrigera vad han uppfattade som "de värsta fadäserna" i Frithiofs saga av Esaias Tegnér. Under en resa till Schweiz upprördes han av alpernas osymmetriska placering. Han ingrep även i ett pågående byggprojekt då han störde sig på att fönstren inte var jämnt placerade.
Per Olof Christoffer Zetterling (1815–1888), inskrevs vid Östgöta nation 1836. Efter att ha avlagt teoretisk och praktisk teologisk examen kvarstannade han vid universitetet för filosofiska studier fram till sin död. Zettering bar på ålderdomen långt vitt skägg, var en ivrig anhängare av malthusianismen, stark kritiker av Knut Wicksell och samtidens reformsträvanden. 
Jonas Bjurzon (1821–1882) inskrevs i Uppsala 1838. Bjurzon uppslukades av att ge kollegier och privatlektioner i botanik, men mindre för sina examina, och blev kvar vid universitetet fram till sin död. Bjurzon var personlig vän med Karl XV sedan studenttiden och inbjöds vid ett tillfälle till kungliga slottet vid besök i huvudstaden. Med stor sparsamhet blev han en förmögen man och gav vid sin död betydande donationer till Värmlands nation och även till ett flertal fonder för studenter.
Tor Zetterberg (1852–1904) inskrevs vid Kalmar nation 1870 och studerade vid filosofisk fakultet, senare även juridik, fram till sin död utan någon examen. Han gav istället privatlektioner. 
Johan Peter Lekberg (1844–1896) skrevs in vid Stockholms nation 1871 efter att han avlagt mogenhetsexamen vid Stockholms lyceum. Lekberg började studera teologi men beslöt snart att gå över till arabiska som sitt huvudämne. Enligt vissa uppgifter skall fattigdom och sjukdom hindrat honom från examen, enligt andra uppgifter var orsaken att hans kunskaper i arabiska inskränkte sig till 100 olika arabiska namn på kamelen. Lekberg kom däremot att bli en uppskattad tillgång inom nationsspexet, främst genom sin fullständiga avsaknad av skådespelartalang. Sina paradroller hade han i Erik XIV, "Rudolf" eller "Blodbadet på Sicilien" eller "Den förlorade diamanten" eller "Hat och kärlek" samt "Roms brand" eller "Kejsar Nero och katakomberna".
Gustaf Adolf Fröman (1845–1920) skrevs in vid Västgöta nation 1876. Han undervisade som privatlärare men någon examen tog han aldrig. I stället ägnade han sig främst åt nationslivet, och blev 1898 vald till senior, 1919 till hedersledamot.
Herman Baumbach (1857–1931) tillhörde Västgöta nation från 1876 till sin död 55 år senare. Efter 84 terminer blev han 1918 fil. kand. i latin, tyska och engelska. 
Sven Ruthberg (1903–1982) av Smålands nation, inskriven 1922 till sin död 1982, i 121 terminer, från 1969 hedersledamot i sin nation. Han läste astronomi, men tog aldrig någon examen utan försörjde sig sedermera som teatralisk turistguide i Uppsala – själv använde han yrkestiteln "ciceron"  – och var legendarisk som detta turistmål i sig.

## Kända överliggare vid Lunds universitet
Den mest kände och legendomspunne överliggaren var Sam Ask (1878–1937), som var inskriven i Skånska nationen vid  Lunds universitet 1896–1909, men närvarande i student-Lund en betydligt längre tid. Under denna tid påstås han ha tagit en enda tentamen; istället tillbringade han en stor del av sin tid med att å nationen läsa Nordisk Familjebok från A till Ö. Det är dock obekant hur långt han kom. Han är den enda levande människa som avbildats på en karnevalsaffisch i Lund, vilket inträffade 1912.
"Den Siste Atenaren" föddes som Otto Steiman (1886–1960). Inskriven vid universitetet 1913–1960 fick han sitt namn av att tillbringa nästan hela sin tid på etablissemanget Ateneum. Under sina 94 terminer tenterade han ett betyg historia (ungefär motsvarande en termin) och inget annat.